# Козино (муниципальный округ Егорьевск)
Козино — деревня в муниципальном округе Егорьевск Московской области России.

## География
Деревня Козино расположена в юго-западной части муниципального округа Егорьевск, примерно в 24 километрах к юго-востоку от города Егорьевск. В 700 метрах к востоку от деревни протекает река Устынь. Высота над уровнем моря 121 метров.

## Название
Название Козино связано с некалендарным личным именем Коза.

## История
До отмены крепостного права деревня принадлежала помещику Полуденскому. После 1861 года деревня вошла в состав Раменской волости Егорьевского уезда. Приход находился в селе Раменки.
В 1926 году деревня входила в Старовский сельсовет Раменской волости Егорьевского уезда.
До 1994 года Козино входило в состав Раменского сельсовета Егорьевского района, а в 1994—2006 гг. — Раменского сельского округа.
До 2015 года входила в состав сельского поселения Раменское.
В 2015 году вошла в состав городского округа Егорьевск, образованного в том же году путем упразднения Егорьевского района и объединения всех его поселений в единый городской округ.

## Демография
В 1885 году в деревне проживало 134 человека, в 1905 году — 179 человек (84 мужчины, 95 женщин), в 1926 году — 111 человек (47 мужчин, 64 женщины). По переписи 2002 года — 7 человек (4 мужчины, 3 женщины). Население — 4 челеловек (2010).
| 1859 | 1868 | 1885 | 1905 | 1926 | 2002 | 2006 |
| ---- | ---- | ---- | ---- | ---- | ---- | ---- |
| 98   | ↗119 | ↗134 | ↗179 | ↘111 | ↘7   | ↘5   |
| 2010 |      |      |      |      |      |      |
| ↘4   |      |      |      |      |      |      |